# Джемини-8
Джемини-8 (Gemini 8, официально Gemini VIII) — американский пилотируемый космический корабль. Шестой пилотируемый полёт по программе «Джемини».
Совершил первую в мире стыковку в ручном режиме.

## Задачи полёта
Основная задача полёта — сближение и стыковка с мишенью Аджена (Agena target vehicle, ATV).
Второстепенные задачи включали проверку бортовых систем корабля, выход в открытый космос и 10 различных экспериментов.

## Экипажи

### Основной экипаж
- Нил Армстронг (англ. Neil Armstrong) — командир
- Дэвид Скотт (англ. David Scott) — пилот

Для обоих членов экипажа это был первый космический полёт.

### Дублирующий экипаж
- Чарльз Конрад (англ. Charles Conrad) — командир
- Ричард Гордон (англ. Richard Gordon) — пилот

## Полёт

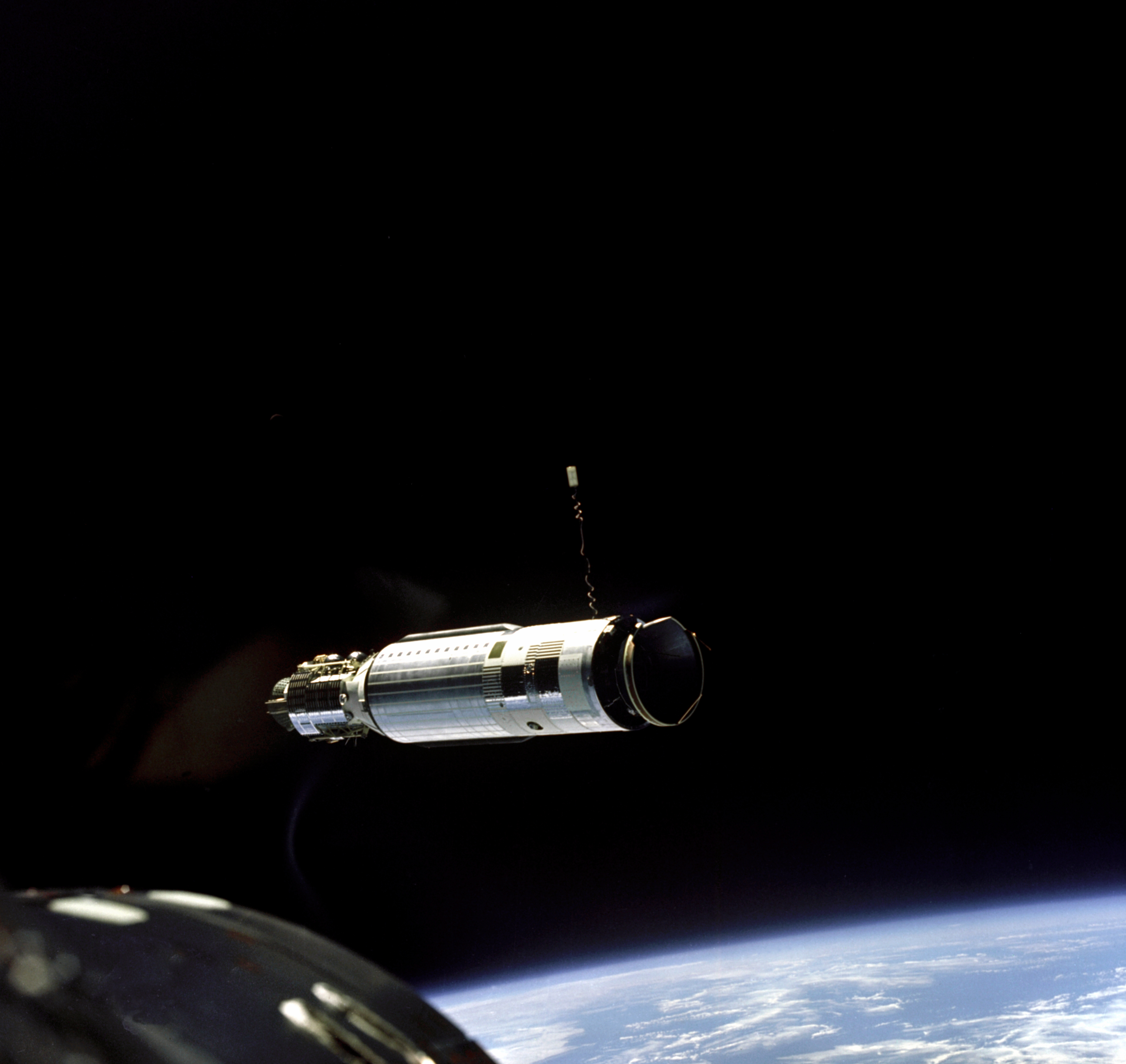
«Аджена», видимая с Gemini 8 в ходе сближения.

Запуск — 16 марта 1966 года, в 11:41.
Продолжительность полёта: 10 ч 41 мин. Высота орбиты — 298,7 км. Корабль совершил 7 витков вокруг Земли.
После выхода на орбиту было произведено пять включений двигателя для коррекции орбиты и сближения с «Адженой». Радар системы сближения захватил «Аджену» на расстоянии 330 км. Астронавты заметили «Аджену» визуально на расстоянии порядка 140 км. С расстояния 102 км сближение проходило в автоматическом режиме. Автоматическая система подвела «Джемини» к «Аджене» на расстояние порядка 46 метров, при околонулевой скорости кораблей относительно друг друга; с этого момента окончательное сближение и стыковка выполнялась в ручном режиме.
Первая стыковка двух космических аппаратов произошла 16 марта 1966 года, в 22.14 по Гринвичу.
Вскоре после успешного сближения и стыковки с мишенью развилась нештатная ситуация.
Автоматическая система управления «Аджены» выдала сохранённую в памяти команду на разворот на 90 градусов по крену.
В результате началось нарастающее вращение связки «Джемини»-«Аджена». Несколько попыток погасить вращение связки двигателями «Джемини» не увенчались успехом. Экипаж решил отстыковать корабль от «Аджены», думая что проблема в ней. Однако после расстыковки скорость вращения продолжала расти и увеличилась до 1 об/с. Одновременно астронавты заметили падение уровня топлива в баке двигателей системы ориентации до 30 %. Стало очевидно, что один из двигателей ДСО не выключился и продолжает расходовать топливо, закручивая корабль.
Приближаясь к потере сознания, под перегрузкой в 3,5 g, Армстронг сумел полностью отключить двигатели системы ориентации, включить ручное управление двигателей посадочной ориентации (двигатели орбитальной и посадочной ориентации управлялись раздельно), и погасить вращение. Центр управления принял решение о досрочном прекращении полёта и корабль успешно приводнился в Тихом океане. Программа выполнена частично — из-за аварии при стыковке выход в открытый космос не состоялся.
Посадка — 17 марта 1966 года. Корабль приводнился в запасном районе приводнения в Тихом океане, экипаж был подобран спустя 3 часа после приводнения американским военным кораблём USS Mason.
В ходе расследования причины нештатной ситуации выяснилось, что неисправным (вероятно, по причине короткого замыкания из-за накопления статического электричества) оказался соленоидный клапан двигателя № 8 ДСО.

## Параметры полёта
- Масса корабля: 3788 кг
- Средняя высота орбиты: 298,7 км
- Наклонение: 28,91°
- Кол-во витков: 7

## Галерея

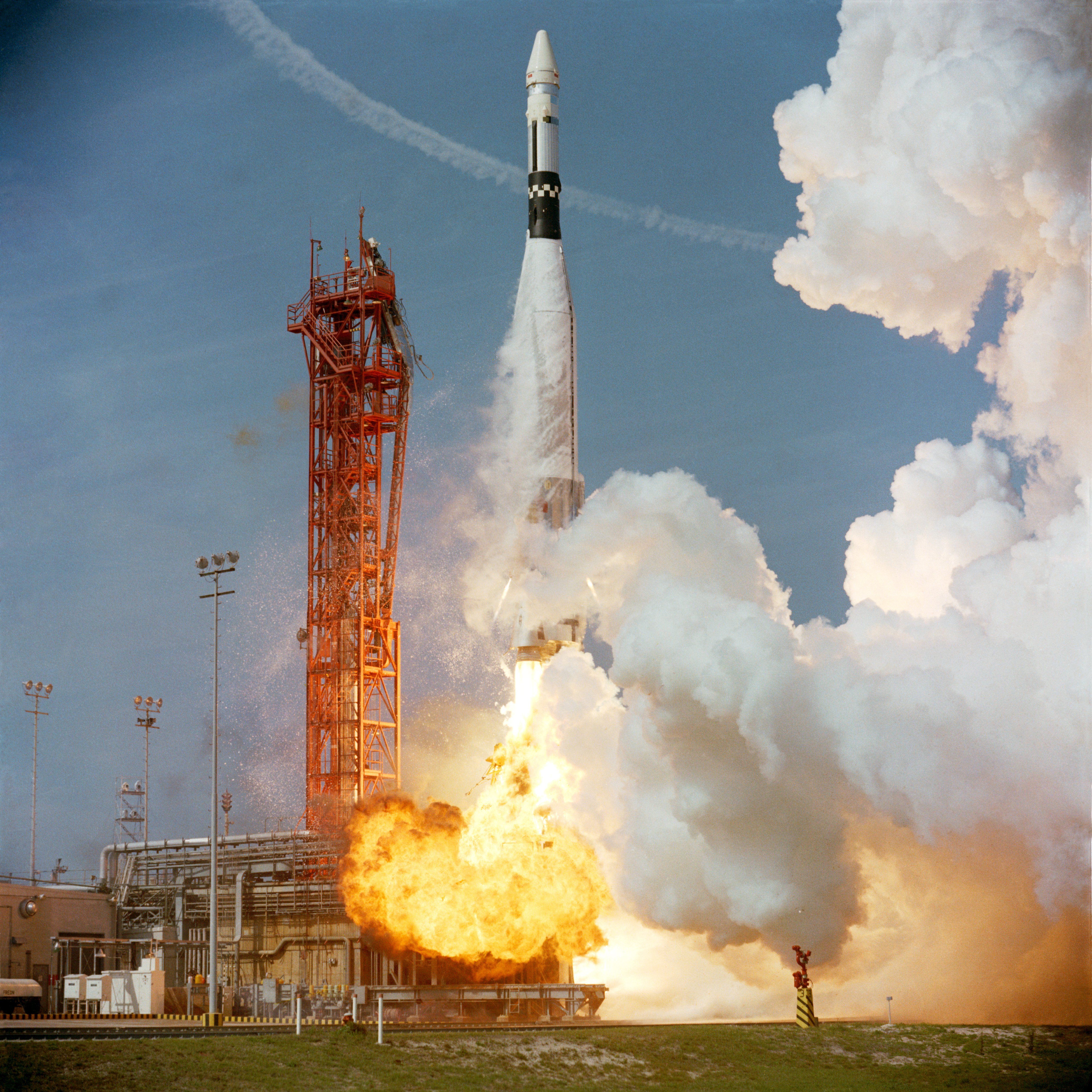
Запуск мишени «Аджена-VIII» на РН «Атлас-Аджена»
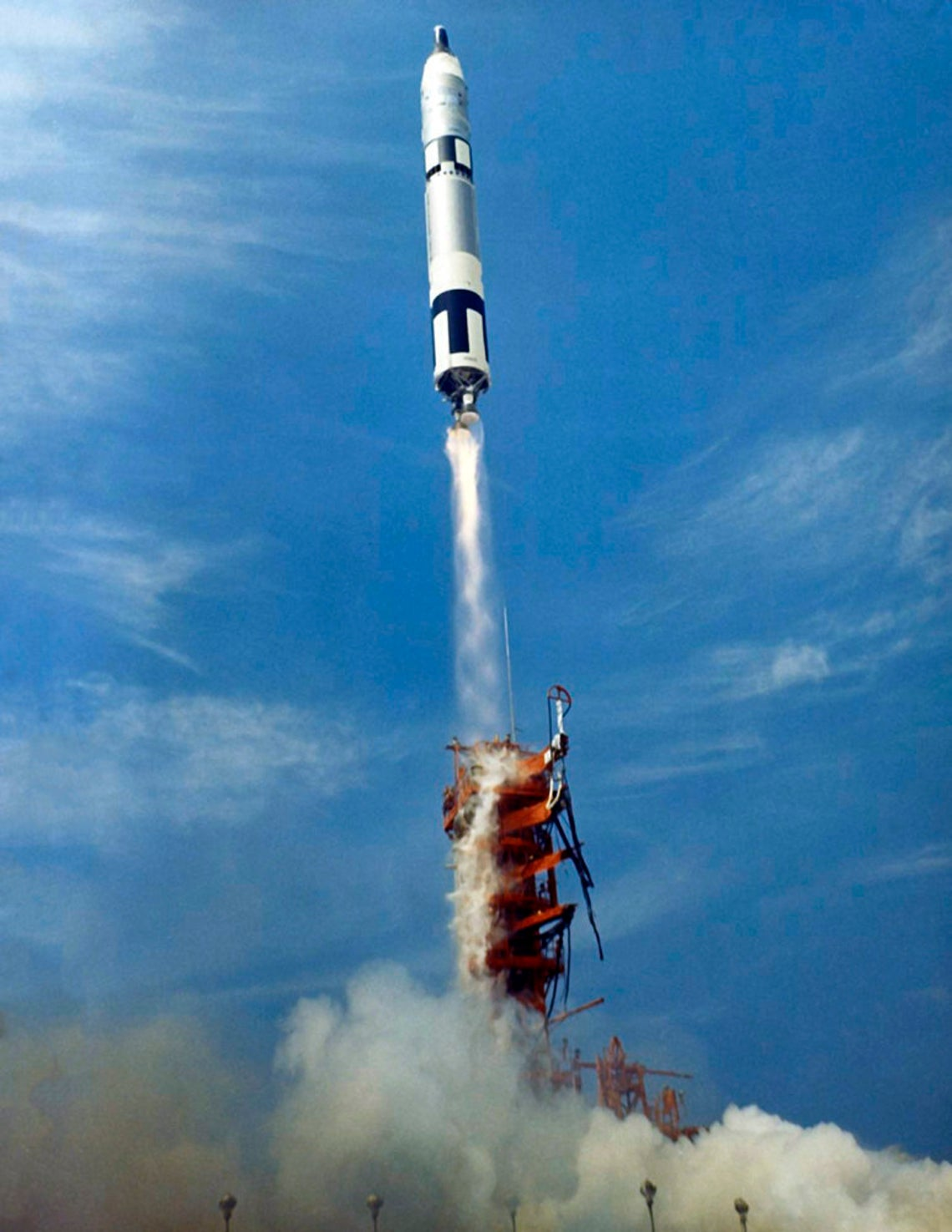
Запуск «Джемини-8» на РН «Titan II GLV»
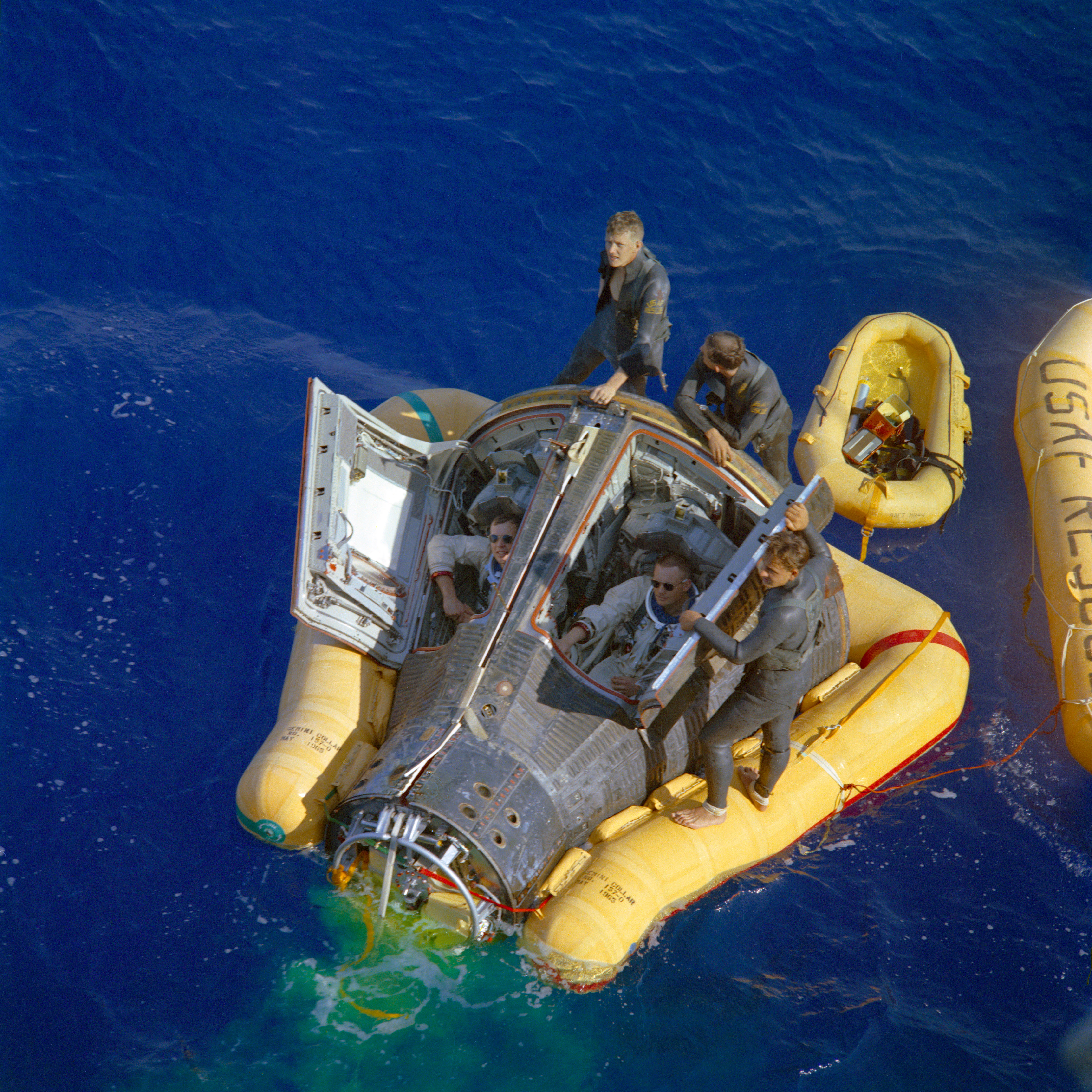
«Джемини-8» приводнился